# Plotosus abbreviatus
Plotosus abbreviatus is een straalvinnige vissensoort uit de familie van koraalmeervallen (Plotosidae). De wetenschappelijke naam van de soort is voor het eerst geldig gepubliceerd in 1895 door Boulenger.